# Río Purapel
El río Purapel es un curso natural de agua que nace en las laderas orientales de la cordillera de la Costa y es tributario del río Perquilauquén en la cuenca del río Maule en la Región del Maule.

## Trayecto
Este curso de agua nace en la Cordillera de la Costa, al sur del río Maule, en las cercanías de Santa Olga, localidad ubicada entre la ciudad de Constitución y la localidad de Empedrado, Provincia de Talca, y forma parte del límite entre las provincias de Talca y Linares. En su curso bajo, en un sector rural de la comuna de San Javier de Loncomilla, forma parte del límite entre las provincias de Linares y Cauquenes. Sus aguas desembocan en el río Perquilauquén, específicamente en las siguientes coordenadas: Lat. 35° 49’ 20‘’ S y Long. 71° 58‘ 38‘’ W.
El Purapel es, de alguna manera, una rareza hidrográfica pues -debido a la tectónica local- posee un curso NO a SE, en circunstancias de que en Chile, la mayoría de los cursos fluviales escurren hacia el poniente, debido a la importancia geográfica del macizo andino.
Al respecto, el Instituto Geográfico Militar explica:
"Otro caso de polizonalidad provocada por causas tectónicas es el río Purapel y sus tributarios, el que escurre dentro de la cordillera de la Costa, al sur del Maule, de oeste a este, rompiendo todos los principios generales del escurrimiento. Esto obedece al solevantamiento del bloque costero situado al sur de Constitución, lo cual ha generado una fuerte pendiente topográfica que se agudiza durante el cuaternario reciente."
El Purapel es un río del tipo costero, cuya escorrentía es exorreica, y posee dos afluentes principales: los esteros Nirivilo y Sauzal.: 394 

## Caudal y régimen
Debido a que su cuenca hidrográfica, de 755 km² de superficie, no ocupa espacio cordillerano alguno (como ocurre con la mayoría de las cuencas hidrográficas chilenas), en un río del tipo pluvioso, es decir, nutrido exclusivamente por agua de lluvias. Por lo tanto, durante la temporada invernal, el Purapel lleva su caudal máximo, en tanto, durante el estío, transporta un caudal mínimo.
Debido a que también constituye una cuenca transicional semiárida, en épocas de sequías intensas, el caudal de sus aguas puede llegar a cero.

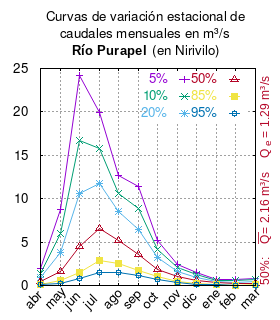
Curva de variación estacional del río Purapel en Nirivilo.

El caudal del río (en un lugar fijo) varía en el tiempo, por lo que existen varias formas de representarlo. Una de ellas son las curvas de variación estacional que, tras largos periodos de mediciones, predicen estadísticamente el caudal mínimo que lleva el río con una probabilidad dada, llamada probabilidad de excedencia. La curva de color rojo ocre (con {\displaystyle {\color {Red}\vartriangle }}) muestra los caudales mensuales con probabilidad de excedencia de un 50%. Esto quiere decir que ese mes se han medido igual cantidad de caudales mayores que caudales menores a esa cantidad. Eso es la mediana (estadística), que se denota Qe, de la serie de caudales de ese mes. La media (estadística) es el promedio matemático de los caudales de ese mes y se denota {\displaystyle {\overline {Q}}}. 
Una vez calculados para cada mes, ambos valores son calculados para todo el año y pueden ser leídos en la columna vertical al lado derecho del diagrama. El significado de la probabilidad de excedencia del 5% es que, estadísticamente, el caudal es mayor solo una vez cada 20 años, el de 10% una vez cada 10 años, el de 20% una vez cada 5 años, el de 85% quince veces cada 16 años y la de 95% diecisiete veces cada 18 años. Dicho de otra forma, el 5% es el caudal de años extremadamente lluviosos, el 95% es el caudal de años extremadamente secos. De la estación de las crecidas puede deducirse si el caudal depende de las lluvias (mayo-julio) o del derretimiento de las nieves (septiembre-enero).

## Historia
Francisco Solano Asta-Buruaga y Cienfuegos escribió en 1899 en su Diccionario Geográfico de la República de Chile sobre el río:
Purapel.-—Río que nace en la vertiente oriental de la sierra ó montaña alta que se levanta en el departamento de Constitución cercana á la costa del Pacífico, o bien como unos 15 kilómetros hacia el E. del puerto y ciudad de Constitución. Corre de allí hacia el E. y SE. por dicho departamento pasando cerca de la aldea de Nirivilo y volviendo poco más adelante otra vez al E. para ir á desembocar en la izquierda del Perquilanquen, á cinco o seis kilómetros al S. de la confluencia de este río y del Longaví, ó sea más arriba de la cabeza del Loncomilla. En su última parte divide el departamento de este nombre del de Cauquenes. Su curso alcanza á unos 70 kilómetros más ó menos, y arrastra un corto y lento caudal por un lecho ligeramente tortuoso y de riberas bajas. En estas, especialmente en las de su parte inferior, hay buenos terrenos de cultivo y en las del lado norte ó del departamento de Loncomilla, se hallan el fundo de Santa Rosa de Purapel y otras heredades de su propio nombre, el cual parece significar ocho gargantas ó angosturas, de pura, ocho, y de pel, cuello, garganta; aunque también puede ser contracción (lo que no es raro en el araucano) de la partícula de plural pu, rapagh, greda, y leuvu, río, significando entonces río de las gredas ó de mucha greda.
Acerca de sus aguas, Enrique Espinoza escribía en 1897: "De la cordillera de la costa parten también hacia e este corrientes de importancia, como el río Purapel, en el Departamento de Constitución, formado en las montañas inmediatas a la boca del Maule; es de escaso caudal en el verano, invadeable en los inviernos i peligroso por su lecho de arena movediza i fango; recorre como 50 k. i se vacía en el Perquilauquén."